# Ada Clare
Pour les articles homonymes, voir Clare.
Ada Clare, née Ada Agnes Jane McElhenney, en juillet 1834 à Charleston (Caroline du Sud), morte le 4 mars 1874 à New York, est une comédienne de théâtre, une journaliste, une écrivaine et une féministe américaine,.

## Biographie
Ada, nait en 1834 à Chaleston et grandit à la garde de son grand-père maternel, dans une famille aristocratique du Sud. Elle commence sa carrière d'écrivain vers l'âge de 18 ans et écrit sous le pseudonyme Clare puis plus tard Ada Clare.
Elle meurt en 1874 de la rage, contractée par la morsure d'un chien infecté.